# Jaime Alomar
Jaime Alomar Florit (Sinéu, Mallorca, 24 de diciembre de 1937-Petra, Mallorca, 6 de agosto de 2024) fue un ciclista profesional español. Fue profesional entre 1959 y 1968 ininterrumpidamente.
Su mayor éxito como profesional fue la etapa que consiguió en el Giro de Italia de 1963 entre Bari y Campobasso. Era el único corredor español que participó en este Giro, además de ser el único corredor no italiano en ganar una etapa y el mejor ciclista no italiano clasificado (15.ª posición).
Es un hermano menor del también ciclista profesional Francisco Alomar.

## Palmarés
| 1961 - Tour de l'Oise, más 1 etapa - 1 etapa de la Volta a Cataluña 1963 - Coppa Agostoni - 1 etapa del Giro de Italia - 2 etapas de la Vuelta Andalucía - 1 etapa de la Volta a Cataluña - 1 etapa de la Vuelta a Levante 1964 - Trofeo Masferrer | 1965 - Barcelona-Andorra 1966 - GP Muñecas de Famosa 1967 - Trofeo Masferrer - 1 etapa del Tour de Romandía 1968 - 1 etapa de la Vuelta a los Valles Mineros |

## Equipos
- Peugeot-BP-Dunlop (1959-1962)
- Cité (1963-1964)
- Ferrys (1965)
- Fagor (1966-1968)